# Johnny 99
Johnny 99 è il quarantatreesimo album in studio del cantante country statunitense Johnny Cash, pubblicato nel 1983.

## Tracce
1. Highway Patrolman (Bruce Springsteen) – 5:17
2. That's the Truth (Paul Kennerley) – 2:41
3. God Bless Robert E. Lee (Bobby Borchers, Mack Vickery) – 3:40
4. New Cut Road (Guy Clark) – 3:30
5. Johnny 99 (Bruce Springsteen) – 3:33
6. Ballad of the Ark (Steven Rhymer) – 2:52
7. Joshua Gone Barbados (Eric Von Schmidt) – 5:04
8. Girl from the Canyon (Carolina Casperson, Jonathan Edwards) – 2:35
9. Brand New Dance (Paul Kennerley; con June Carter Cash) – 3:21
10. I'm Ragged But I'm Right (George Jones) – 2:32